# Људи-сенке
Људи-сенке (енгл. Shadow people) је назив за паранормалну појаву, коју је доста људи видело и описало као тамну сенку у облику човека. Скептици верују да је то само врста халуцинације. Истраживач паранормалног Хајди Холис је изјавио да је то натприродна појава.

## Разлози
Ово је пре била само прича о духовима, но данас многе религије и легенде говоре да је ово натприродна појава. Неколико психолошких стања може објаснити виђење људи-сенки. За то могу бити заслужне парализа cна, илузије и халуцинације.

## Опис
Хејди Холс их описује као тамне људске сенке које ходају на таквој раздаљини од ока да се једва могу видети. Многи научници мисле да се то људима само привиђа зато што се сенке не виде јасно. Појављују се најчешће на местима на којима нема пуно људи. Доста је људи пријавило како у кући на плафону виде сенку у облику човека.